# 生放送てんじんNOW!
『生放送てんじんNOW!』（なまほうそうてんじんナウ）は、2017年4月22日からテレビ西日本で放送している、福岡県ローカルの生放送情報番組。
ハイビジョン制作。福岡市の広告代理店・マンハッタンの製作番組。

## 概要
中島浩二とつのせかえ（テレビ西日本アナウンサー）が、福岡市と西日本鉄道が主導となって大規模再開発を行うプロジェクト「天神ビッグバン」によって変わりゆく、福岡の中心繁華街・天神周辺を街ぶらしながらグルメ、ショッピングなどの情報を発信する番組。
天神ビッグバンを主導する西鉄グループがメインスポンサーとなっている。

## 放送時間
| 放送期間      | 放送期間      | 放送時間（JST）            |
| ------------- | ------------- | -------------------------- |
| 2017年4月22日 | 2018年3月24日 | 土曜 12:30 - 13:00（30分） |
| 2018年4月7日  | 現在          | 土曜 12:00 - 13:00（60分） |